# Günter Pröpper
Günter Pröpper (Dorsten, 8 dicembre 1941) è un ex calciatore tedesco, di ruolo attaccante.

## Palmarès

### Club

#### Competizioni nazionali
- Fußball-Regionalliga: 1

Wupeprtal: 1971-1972 (Regionalliga Ovest)